# Арахноїд (астрогеологія)

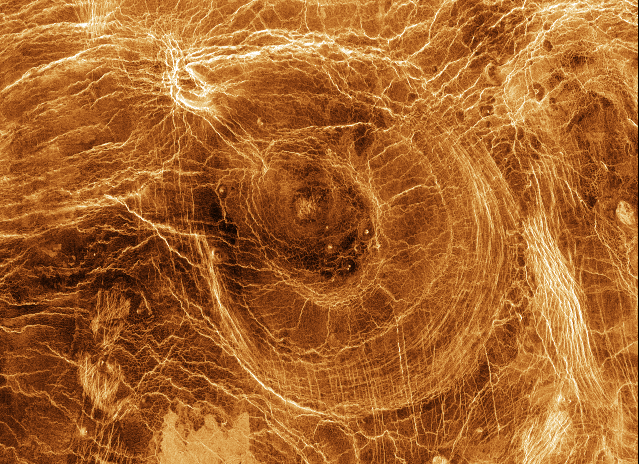
Арахноїд на поверхні Венери

В астрогеології арахноїди — великі за розмірами структури, ймовірно вулканічного походження, що знайдені лише на поверхні Венери. Мають вигляд концентричних овалів, між якими існує густа мережа розломів, що надає арахноїдам вигляду павутиння (арахніди — наукова назва павуків, звідси й назва). Розміри цих утворень від 100 до 200 км.
Більша частина арахноїдів розташована у північній півкулі Венери на рівнинах, які характеризуються сильно спресованою породою поверхні. За зовнішнім виглядом схожі на корони, проте менші за розмірами і мають мережу поперечних білих смуг (розломи кори).
Вважається, що подібно до корон, арахноїди утворилися за рахунок викидів магми з глибини на поверхню Венери. Через це арахноїди часто вважають одним з типів вулканів, хоча цілком ймовірно, що існують різні за походженням типи арахноїдів.
Вперше ці об'єкти було помічено радянськими зондами «Венера-15» та «Венера-16» 1983 року. В 1990 році їх існування підтвердили дані зонду «Магеллан». Дотепер[коли?] на поверхні Венери ідентифіковано 256 арахноїдів, з яких 55 отримали назву. Назва арахноїдів зазвичай включає слово Corona, в деяких випадках — Patera, Mons або інші (наприклад, Maslenitsa Corona, Keller Patera і Mentha Tholus).